# Neil Winters
Neil Winters este un personaj fictiv din filmul Tânăr și neliniștit , interpretat de actorul afro-american Kristoff St. John de la prima sa apariție în februarie 1991.
Angajat la Jabot Cosmetics Neil Winters este implicat într-o relație de prietenie cu Drucilla Barber (Victoria Rowell) , Olivia Barber (Tonya Lee Williams), și Nathan Hastings (Nathan Purdee). Olivia și Nathan sunt logodiți dar sora Oliviei , Dru îl vrea pe Nathan pentru ea . Ea îl convinge pe Neil să o îndeparteze pe Olivia de Nathan . Facand acest lucru , el se indragostește de Olivia . Încercarea lui Neil și a Drucillei de a-i desparți pe cei doi e sortită eșecului. Ei se indrăgostesc unul de celălalt și se căsătoresc mai târziu.   
Fratele vitreg a lui Neil, Malcom Winters (Shemar Moore) vine în oraș în 1994 . Există o neînțelegere între Malcom și Neil ( fiind acum director executiv la Newman Enterprises), dar Malcom se împrietenește cu Dru și mai târziu se îndrăgostește de ea. În timp ce ea e sub influența unor medicamente, ei fac sex și Dru rămâne însărcinată. Ea nu știe dacă Neil sau Malcom este tatăl. Ei decid sa-și pastreze relația ținuta în secret și îi permit lui Neil să crească copilul ca și pe al său, indiferent dacă este tatăl sau nu.
Fiica lui Neil și Dru, Lily Winters, este născută în 1995. Cariera lui Dru ca fotomodel cauzează probleme în mariajul ei cu Neil . El vrea ca ea să fie o femeie de casă. Aceste probleme in cele din urmă duc spre un divorț . Dru și Lily pleacă din Genoa City în Paris , părăsindu-l pe Neil. 
După ce Victoria Newman (Heather Tom) rămâne gravidă cu copilul lui Cole Howard, fostul ei sot, ea și Neil se cuplează și hotărăsc să crească copilul impreună. Cei doi plănuiesc să se căsătorească. Victoria intră în travaliu și naște un copil prematur, Eve, care moare la scurt timp după naștere. După aceasta ei pun capăt logodnei. Mai târziu, Neil are o relație cu sora Drucillei ,Olivia, și aproape că incepe să dea curs și unei relații cu logodnica lui Malcom, Alex Perez (Alexia Robinson).
Neil se luptă de asemenea și cu alcoolismul. El cade în patima băuturii prima dată când prietenul lui cel mai bun Ryan McNeil (Scott Reeves) este ucis și când află de moartea aparentă a fratelui său Malcom. Neil în cele din urmă reușește să iși invingă dependența , dar aproape că iși pierde familia și cariera.
În 2002 Drucilla și Lily (Christel Khalil), acum în vârsta de 14 ani, se intorc în Genoa City. Dru speră ca Neil să o ajute pe fiica lor libertină . Cei doi se reîndrăgostesc si se recăsătoresc în 2003. Ei devin preocupați în munca lor , el lucrând la Newman Enterprises și ea lucrând pentru rivalul companiei Newman, Jabot Cosmetics. Ei mai trebuie să facă față și problemelor fiicei lor imediat ce Lily se implică intr-o relație de pe internet cu pedofilul obsedat Kevin Fisher (Greg Rikaart), care o infectează cu o boală cu transmitere sexuală numită chlamydia.
Neil si Dru îl intâlnesc pe delicventul juvenil Devon Hamilton (Bryton James) în 2004. Deși inițial Neil se împotrivește , familia Winters îl primește în căminul lor și îl adoptă cănd acesta împlinește 18 ani. 
În 2006 căsnicia lui Neil și Drucilla întampină noi probleme când Neil află că Malcom este tatăl biologic al lui Lily . El se desparte de Dru și incepe să aibă sentimente de iubire pentru Carmen Mesta (Marisa Ramirez). Ei se opun sentimentelor când Dru începe să devină extrem de geloasă pe relația lor . Ea intră în camera de hotel a lui Carmen și îi taie hainele. Carmen pune ca ea să fie arestată și depune plângere împotriva ei . Neil încearcă să o convingă pe Carmen să renunțe la acuzații. Când ea refuză, Neil o sprijină pe deplin pe Drucilla. Se dezvaluie că Carmen ar fi avut o relație la fostul ei loc de muncă cu directorul executiv David Chow (Vincent Irizarry). Ea a dat in judecată compania bărbatului pentru harțuire sexuală după ce a fost concediată de soția acestuia. Carmen a fost ucisă afară langă noul club de jazz a lui Neil, Indigo. Devon e arestat pe nedrept pentru moartea ei dar este exonerat mai târziu. 
În aprilie 2007, Drucilla și cea mai bună prietena a ei Sharon Abbott (Sharon Case) cad de pe o stancă în timpul unei ședințe foto . Sharon supraviețuiește dar Drucilla se presupune a fi moartă . La scurt timp după acest eveniment Neil apelează la alcool pentru a-și alina durerea , dar se oprește când vede ce efect are asupra lui Lily . 
Mai târziu în același an , Neil începe o relație nouă cu Karen Taylor (Nia Peeples). Cei doi se muta impreună. Devon iși revede matușa sa Tyra Hamilton (Eva Marcille) și sora vitregă Ana Hamilton (Jamia Simone Nash). Tyra începe să se indrăgostească de Neil dar iși ascunde sentimentele . Olivia încearcă să îi cupleze pe Tyra și Neil pentru că Tyra îi reamintește de sora ei Drucilla. Neil rămâne cu Karen.
Tyra a crescut-o pe Ana pentru că mama ei naturală , Yolanda Hamilton, nu a putut. Yolanda o declara pe Ana disparută și Ana este luată de langă Tyra . Pentru ca Ana să nu fie luată și dată spre adopție unor străini , Neil și Karen se căsătoresc și o cresc impreuna. Karen il convinge pe Neil sa faca un pas mai departe si sa o adopte pe Ana. Tyra iși exprimă sentimentele ei pentru Neil, care se arată că i le împărtășește . Ei fac dragoste , neștiind că escapada lor avea să fie descoperită de Devon. Devon îl confruntă și Neil e surprins când vede cât de mult și-a rănit fiul . Neil iși recunoște infidelitatea față de Karen, care încă vrea să continue cu adopția Anei. La procesul pentru adopție Neil îi spune judecătorului că Tyra a fost și va fi cel mai bun părinte pentru Ana. Tyra primește custodia Anei, și Karen fiind devastată îl părăsește pe Neil.
În aprilie 2009 , Neil iși dă demisia de la Newman Enterprises, acceptând faptul că el nu va putea niciodată ocupa o funcție  mai înaltă sau a realiza un progres mai mare decât cineva din familia Newman . În urmatoarea zi, el acceptă funcția de director general executiv la compania Chancellor Industries.